# Mizoën
Mizoën è un comune francese di 184 abitanti situato nel dipartimento dell'Isère della regione dell'Alvernia-Rodano-Alpi. Si trova nelli Alpi.
Si trova all'interno del parco nazionale des Écrins ed è collegato all'Alpe d'Huez tramite il col de Sarenne. È anche vicino a Les Deux Alpes o ancora La Grave.

## Società

### Evoluzione demografica
Abitanti censiti